# Папуа Нова Гвинеја
Папуа Нова Гвинеја (енгл. Papua New Guinea), или званично Независна Држава Папуа Нова Гвинеја (енгл. Independent State of Papua New Guinea), је острвска држава у Океанији, у појасу Меланезије, која заузима источни део острва Нова Гвинеја и велики број мањих суседних острва. Западни део острва Нова Гвинеја чине индонежанске провинције Папуа и Западна Папуа. Папуа Нова Гвинеја је лоцирана у југозападном делу Тихог океана у области која се од раног 19. века зове Меланезија. Главни и један од најзначајнијих градова Папуе Нове Гвинеје је Порт Морсби. Иако у њој живи мање од 6 милиона становника, у Папуи се говори преко 850 језика који представљају традиционална домородачка друштва која их користе. Једна је од најмање урбанизованих држава са свега 18% градског становништва. Такође је једна од најслабије истражених држава и културолошки и географски јер постоји велики број неоткривених врста биљака и животиња за које се верује да живе у унутрашњости Папуе Нове Гвинеје.
Већина становништва живи у традиционалним домородачким друштвима где се бави примитивним пољопривредним радњама. Ова друштва и племена су на посебан начин призната у оквиру устава. Преамбула устава изражава жељу да традиционална села и заједнице остану видљиви део друштва Папуе Нове Гвинеје као и жељу за активним корацима ка њиховом очувању. Заштићена подручја обухватају 97% државне територије. Власници земље могу бити само држављани Папуе Нове Гвинеје.
Рељеф је подједнако разнолик и у одређеним пределима веома суров. Планински венац се простире читавом дужином острва Нова Гвинеја, чинећи веома насељене висоравни. Густе кишне шуме се налазе у низијама и у приобалним подручјима. Овакво земљиште је онемогућило саобраћајни развој. Папуа је била колонизована од стране три спољне силе од 1884. године, а независност од Аустралије је стекла 1975. године.
Папуа Нова Гвинеја је држава чланица Комонвелта.

## Историја
Људски остаци који су пронађени на Новој Гвинеји доказују да је острво било насељено пре око 50.000 година. Претпоставља се да су ови прастановници дошли из југоисточне Азије. Пољопривреда је била развијена на висоравнима пре 9.000 година, што овај регион чини једним од првобитних зона где су људи припитомљавали биљке на свету. Највећа миграција аустронежанског становништва у приобална подручја се десила пре око 2.500 година што је повезано са развитком грнчарства, свињарства и увођењем нових рибарских техника. Слатки кромпир је донет на Нову Гвинеју пре 300 година када су га на Молучка острва донели тадашњи колонијални владари Португалци. Бољи приноси од слатког кромпира су радикално променили традиционалну земљорадњу и пољопривреду јер је потиснуо до тада најважнији таро као и помогао у развоју висоравни.
На западу се до 19. века мало знало о острву иако су трговци из југоисточне Азије још пре 5.000 година трговали перјем рај-птице. Шпанци и Португалци допрли су до острва у првој половини 16. века и дали им имена Папуа по малајској речи за посебну косу Меланежана и Нова Гвинеја кованица коју је смислио истраживач Ињиго Ортиз де Ретез, сматрајући домороце сличнима становницима афричке Гвинеје.
Северни део острва дошао је у немачке руке 1884. као Немачка Нова Гвинеја или Кајзер-Вилхелмсланд. Током Првог светског рата Аустралија је окупирала јужни део који су назвали Папуа (до тада Британска Нова Гвинеја). Лига Народа је након рата дала Аустралији на управу и територију некадашње Немачке Нове Гвинеје. Тада је постала Спољна Територија Комонвелта Аустралије иако званично још увек британски посед. Ово је значило да су постојала два правна система, аустралијски у Папуи и британски у Новој Гвинеји али је Аустралија управљала у оба.
Европљани су први пут ступили у неке делове унутрашњости Нове Гвинеје тек у 30-им годинама 20. века, откривши бројне нове етничке и језичне групе.
Две територије су спојене у Територију Папуе и Нове Гвинеје након Другог светског рата а касније је назив скраћен у једноставније Папуа Нова Гвинеја. Острвом су заједно управљале Аустралија и Уједињене нације. Одређени закони и данас важе само у једном од два дела државе због немогућности за потпуно усклађивање.
Након проглашења независности 1975. у земљи је владала политичка нестабилност са честим изменама влада. Од 1988. до 1997. трајао је герилски рат за независност острва Бугенвил на ком се налазе значајна налазишта злата. Током рата погинуло је око 20.000 људи. Садашњи председник Бугенвилске Аутономне Области најавио је скори референдум за одвајање.

## Географија

### Положај
Папуа Нова Гвинеја се граничи са Индонезијом. Од Аустралије на југу је одвојена Торесовим мореузом. Површина државе износи 462.840 km².

### Геологија и рељеф
Рељеф је изузетно разнолик. Уз јужну обалу Нове Гвинеје налазе се низине које понегде прелазе у велика мочварна подручја. Планине средишњег ланца који се пружа у смеру исток-запад висином прелазе 4.000 m (највиши врх Маунт Вилхелм, 4.509 m). Северна обала је стрмија и мање приступачна од јужне, са изузетком долине реке Сепик. Острва Бизмарковог архипелага и северних Соломона вулканског су порекла, са пуно плодне земље. Велик део површине Папуе Нове Гвинеје до висине од око 1.000 m прекривен је слабо приступачним тропским кишним шумама.

## Административна подела
Провинције су:
1. Централна покрајина
2. Симбу
3. Источно Горје
4. Источна Нова Британија
5. Источни Сепик
6. Енга
7. Залив
8. Маданг
9. Манус
10. Милн Беј
11. Моробе
12. Нова Ирска
13. Оро
14. Аутономна покрајина Богенвил
15. Јужно Горје
16. Западна покрајина
17. Западно Горје
18. Западна Нова Британија
19. Западни Сепик
20. Престолни округ
21. Хела
22. Џивака

## Становништво
Папуа Нова Гвинеја једна је од етнички и језично најхетерогенијих земаља света. Становништво се може поделити у две главне групе: Папуанце, који чине нешто више од 80% и Меланежане, којих има нешто мање од 20%. Иако се у земљи говори више од 700 језика, ток писин и хири моту су језици међусобног споразумевања различитих група. Већина становника су протестанти, има и доста католика, али раширене су и домородачке религије, а многи хришћани су задржали елементе пређашњих религија.

## Привреда
Већина становништва живи од пољопривреде. Главни извозни производи су нафта, злато и бакар. БДП је у 2004. био 2.200 америчких долара по становнику, мерено по ППП-у.